# MAME
MAME (англ. Multiple Arcade Machine Emulator) — емулятор аркадних гральних платформ. Проєкт MAME розвивається з метою збереження історії аркадних ігор після застарівання і виходу з ладу ігрових автоматів і приставок, що забезпечують їхню роботу. Нині MAME підтримує запуск декількох тисяч ігор, написаних як для найдревніших автоматів з CPU, так і для сучасніших платформ з 3d-підсистемою (кожна гра може мати один або декілька клонів). Але не усі ігри, підтримувані MAME, насправді здатні для відтворення гри.
Перший публічний реліз MAME (версія 0.1), автором якого був Нікола Салморіа, відбувся 5 лютого 1997 року. Нині лідером проєкту є Аарон Гілес.
Початковий код проєкту був опублікований під модифікованою ліцензією BSD, в яку була додана заборона на використання в комерційних цілях. Попри те, що початкові тексти MAME завжди були доступні і розробляються на GitHub, проєкт формально є власницьким, оскільки вносить обмеження дискримінаційного характеру і не відповідає вимогам вільних ліцензій.
MAME портована на безліч різноманітних платформ. Нині не оновлювана версія для UNIX-подібних систем називається XMAME, версія для Mac OS X — MacMAME, на основі бібліотеки SDL — SDLMAME.